# Аздрубал Фонтес Баярдо
Аздрубал Фонтес Баярдо (на испански: Asdrúbal Fontes Bayardo) е уругвайски пилот от Формула 1, роден е на 26 декември 1922 година в Пан де Асукар, Уругвай.

## Формула 1
Аздрубал Фонтес Баярдо дебютира във Формула 1 през 1959 г. в Голямата награда на Франция, в световния шампионат на Формула 1 записва 1 участие, като не успява да спечели точки и не успява да се квалифицира за самото състезание. Състезава се за отбора на Скудерия Четро Сюд.